# Protector Heights
Die Protector Heights (in Argentinien Alturas Protector) sind küstennahe Berge von bis zu 2245 m Höhe auf der Pernik-Halbinsel an der Loubet-Küste des Grahamlands auf der Antarktischen Halbinsel. Sie sind durch einen niedrigen Sattel vom Inlandsplateau getrennt und dominieren das Gebiet zwischen dem Wilkinson-Gletscher und der südlichen Darbel Bay.
Luftaufnahmen entstanden bei der Falkland Islands and Dependencies Aerial Survey Expedition  zwischen 1956 und 1957. Das UK Antarctic Place-Names Committee benannte sie 1959 nach der HMS Protector, einem Patrouillenboot der Royal Navy, das zwischen 1955 und 1967 in der Antarktis eingesetzt wurde.